# Nucleoside monofosfato chinasi
Le nucleoside monofosfato chinasi, dette anche NMP chinasi, sono una classe di enzimi che intervengono nella biosintesi dei nucleotidi pirimidinici. Essi sono in genere specifici per una certa base, ma non specifici riguardo al tipo di zucchero presente nel nucleotide (ribosio o deossiribosio). Fanno parte degli di enzimi che utilizzano la catalisi da ioni metallici, e che sfruttano quindi le proprietà elettroniche degli ioni metallici per favorire la reazione.